# Fédération nationale des femmes de Chine
La Fédération nationale des femmes de Chine est un organisme créé en 1949 par le Parti communiste chinois, qui, agissant sous houlette, est la seule organisation chinoise censée représenter la cause des femmes. Initialement appelée Fédération nationale des femmes démocrates de Chine, elle est renommée Fédération nationale des femmes de la république populaire de Chine en 1957, avant de prendre son nom actuel. Elle joue un rôle de « courroie de transmission » en faisant valoir son avis consultatif lors de prises de décisions sur les politiques de l'État, et en répercutant les directives du Parti. En 2015, elle déclare par la voix de sa présidente « accorder une grande importance à la tradition familiale et à l'éducation, et promouvoir les valeurs fondamentales socialistes et les vertus traditionnelles de la nation chinoise ».

## Effectifs et organisation
La fédération est organisée en strates, avec des représentations au niveau national, régional ou municipal, puis par districts et villages, avec un double contrôle du Parti communiste et de la fédération elle-même pour chaque strate
À cette division par strates se juxtapose une division fonctionnelle représentée au sein de l'entité principale par 6 directions : direction de l'enfance, direction des relations internationales, direction du développement des femmes, direction de la propagande, direction des droits des femmes, DRH et Direction générale,.
En 1953, elle rassemble déjà 76 millions de femmes.
En 2010, la fédération compte 90 000 fonctionnaires.

## Personnalités liées
- Lanying Lin (en chinois : 林兰英 ; 7 février 1918-4 mars 2003), ingénieure électricienne chinoise.
- Cai Chang